# Раздели
Раздели (словен. Razdelj) — поселення в общині Войник, Савинський регіон, Словенія. 
Висота над рівнем моря: 310,8 м.